# فيلق الرينجرز الفيتنامي

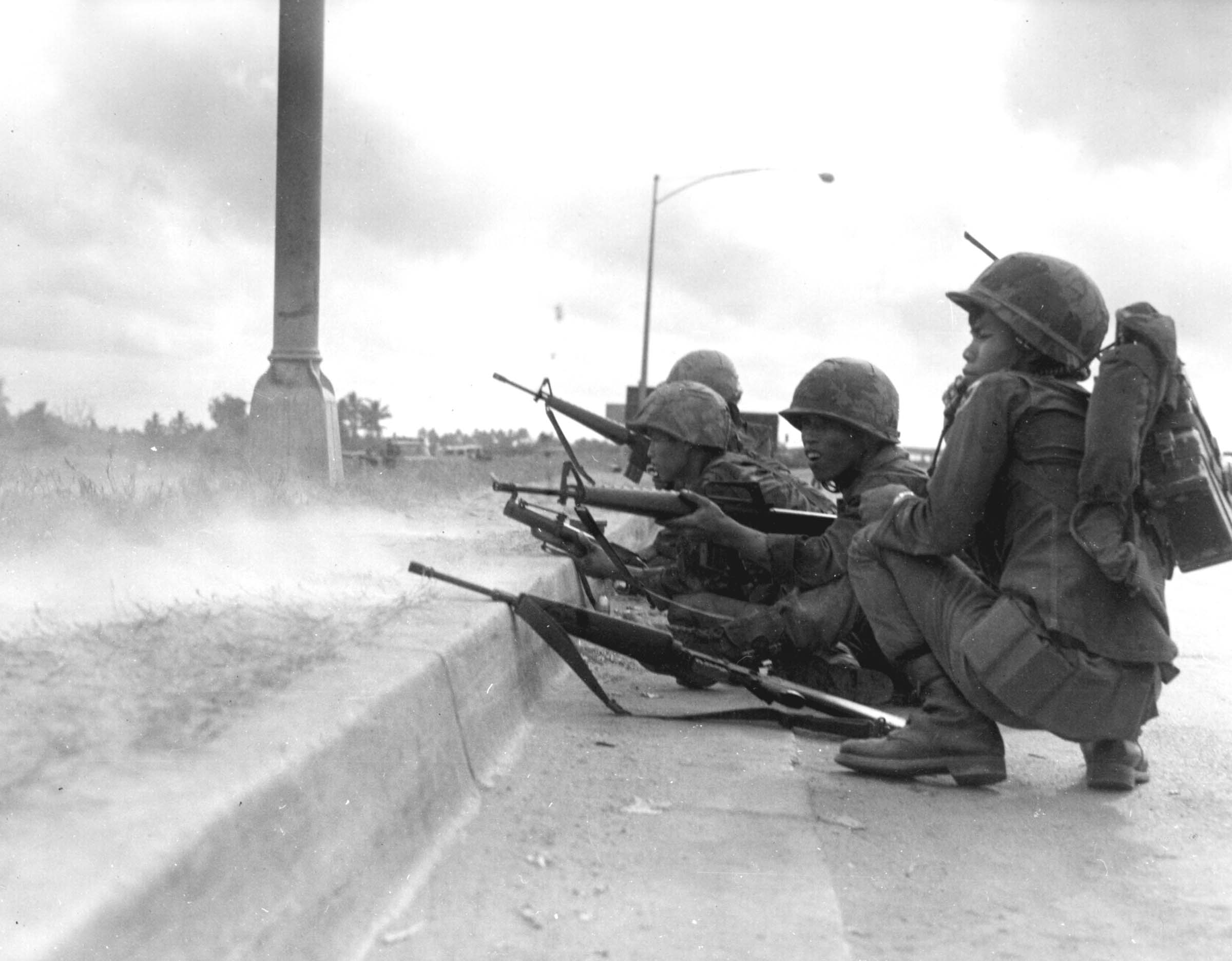
جنود فيتناميون في المعركة في سايجون خلال هجوم تيت عام 1968

قوات الصعاعقة الفيتنامية أو الرينجرز الفيتناميون أو فيلق الرينجرز الفيتنامي (VNRC) ، كانت قوات المشاة الخفيفة التابعة لجيش جمهورية فيتنام. بفضل تدريب ومساعدة من القوات الخاصة الأمريكية ومستشارين من قوات الصاعقة البرية الامريكية، تمكن الصاعقة الفيتناميون من التسلل إلى ما وراء خطوط العدو في مهام البحث والتدمير. تم تدريبهم في البداية كقوة مشاة خفيفة لمكافحة التمرد من خلال دمج السرية الرابعة من كل كتيبة مشاة موجودة، ثم توسعوا لاحقًا إلى قوة قادرة على العمليات التقليدية وكذلك عمليات مكافحة التمرد، وتم الاعتماد عليهم لاستعادة المناطق المحتلة. في وقت لاحق أثناء عملية الفيتنمة، تم استخدامها ككتائب حدودية مسؤولة عن إدارة المواقع النائية في المرتفعات الوسطى لفيتنام الجنوبية. 
غالبًا ما كان يُنظر إلى تلك القوات على أنهم من بين الوحدات الأكثر فعالية في الحرب.  كان جزء من هذا يرجع إلى الدور المتخصص لهذه الوحدات، نظرًا لأنها كانت تنحدر من وحدات الصاعقة التي دربتها فرنسا، والتي تم تكوينها من المنشقين عن الـفيت مينه، والتي كانت تعمل في أدوار الاستخبارات المضادة،  وتم تدريبها خصيصًا لمكافحة التمرد والحرب في الأراضي الوعرة.  غالبًا ما كان لدى وحدات الصاعقة مستشار عسكري أمريكي مرتبط بهذه الوحدات على الرغم من أنها كانت تعمل بشكل مستقل.  مع التحسينات التي طرأت على جيش جمهورية فيتنام من عام 1969 فصاعدًا والهيبة المتزايدة للفرقة المحمولة جوًا ومشاة البحرية التي كان لها الأفضلية في التجنيد، تسبب ذلك في أن تصبح قوات الصاعقة المتمركزة في المرتفعات الوسطى مأهولة بالجنود المنشقين والمساجين المفرج عنهم  ومع ذلك استمرت الوحدة في العمل حتى في هجوم ربيع صيف 1972 ومناوشات الحدود في عامي 1973 و1974.

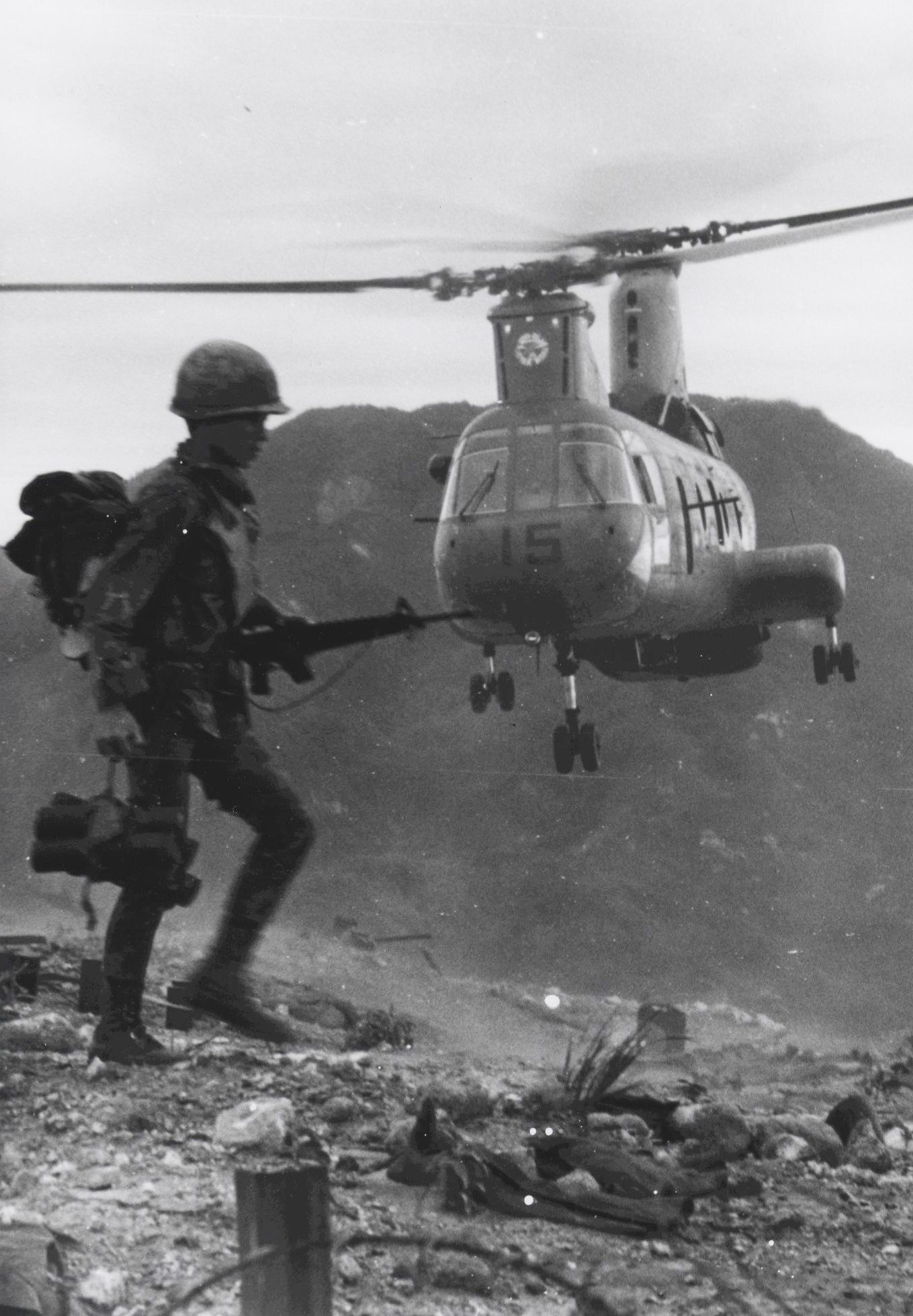
قوات صاعقة فيتنامية وطائرة CH-46D عام 1969